# Präsidentschaftswahl in Tschechien 2013
Die erste direkte Präsidentschaftswahl in Tschechien 2013 fand am 11. und 12. Januar 2013 statt. Da kein Kandidat im ersten Wahlgang die absolute Mehrheit der Stimmen erreichte, wurde ein zweiter Wahlgang am 25. und 26. Januar 2013 nötig. Die Wahl gewann Miloš Zeman (Ministerpräsident 1998–2002) gegen den zweitplatzierten Karel Schwarzenberg (Außenminister 2007–2009 und 2010–2013).

## Vorgeschichte
Die Präsidentschaftswahl 2013 war die erste Direktwahl eines Präsidenten in Tschechien und das Resultat einer Verfassungsänderung, die 2012 verabschiedet worden war. Am 8. Februar 2012 hatte die Mehrheit der tschechischen Senatoren für diese Änderung gestimmt, zuvor war die Änderung am 14. Dezember 2011 im Abgeordnetenhaus beschlossen worden. Die Voraussetzung dafür war allerdings, dass das Ausführungsgesetz rechtzeitig verabschiedet wurde, in dem Fragen wie Nominierung, Kandidatur, Wahlmodus sowie auch einige Kompetenzänderungen geregelt sind; gerade in der letzten Frage herrschte Uneinigkeit. Wäre das Gesetz nicht rechtzeitig angenommen worden, hätte nach dem Ende der Amtsperiode des derzeitigen Präsidenten kein neuer gewählt werden können. Zuvor war der Staatspräsident durch das Abgeordnetenhaus und den Senat in meistens mehreren gemeinsamen Sitzungen (Wahlgängen) gewählt worden.
Der bisherige Staatspräsident Tschechiens, Václav Klaus, schied zum 3. März 2013 aus seinem Amt aus.

## Kandidaten

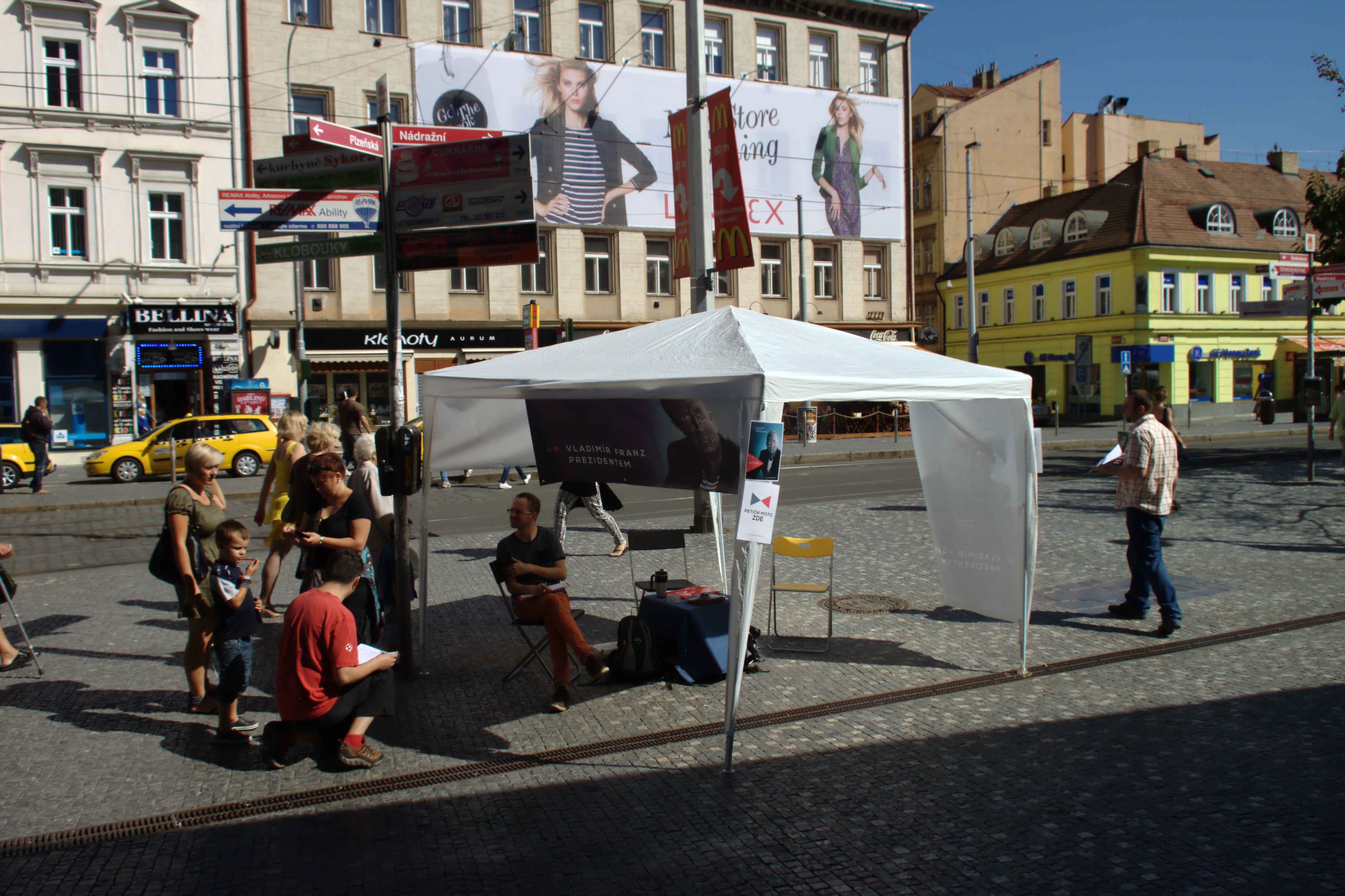
Wahlkampfzelt des Kandidaten Vladimír Franz in Prag

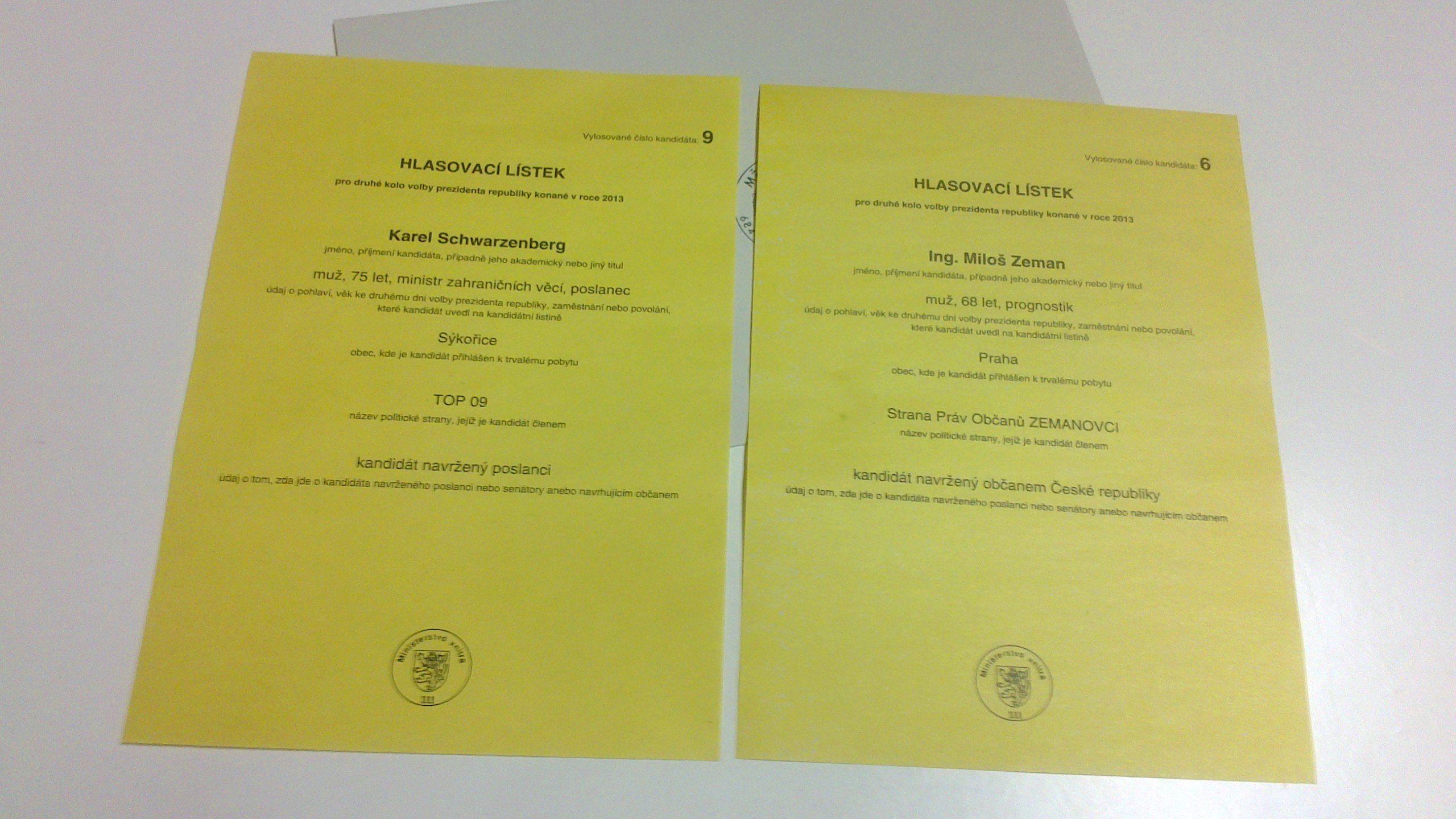
Stimmzettel für den zweiten Wahlgang

Es konnten sich sowohl Parteipolitiker als auch unabhängige Kandidaten bewerben. Um zur Wahl zugelassen zu werden, musste ein Kandidat eine der folgenden Voraussetzungen erfüllen:
- Die Unterstützung von mindestens 20 Abgeordneten oder Senatoren im Parlament
- Die Unterstützung von mindestens 50.000 Wahlberechtigten

Insgesamt bewarben sich 19 verschiedene Kandidaten für das Amt des Präsidenten.

### Zugelassene Kandidaten
Folgende Kandidaten wurden zur Wahl zugelassen:
| Nr. | Kandidat | Kandidat            | Partei     | Ausrichtung                       |
| --- | -------- | ------------------- | ---------- | --------------------------------- |
| 1.  |          | Zuzana Roithová     | KDU-ČSL    | christdemokratisch                |
| 2.  |          | Jan Fischer         | Unabhängig |                                   |
| 3.  |          | Jana Bobošíková     | SBB        | konservativ, europaskeptisch      |
| 4.  |          | Táňa Fischerová     | KH         |                                   |
| 5.  |          | Přemysl Sobotka     | ODS        | konservativ, europaskeptisch      |
| 6.  |          | Miloš Zeman         | SPOZ       | Mitte-links                       |
| 7.  |          | Vladimír Franz      | Unabhängig |                                   |
| 8.  |          | Jiří Dienstbier     | ČSSD       | sozialdemokratisch                |
| 9.  |          | Karel Schwarzenberg | TOP 09     | liberal-konservativ, Mitte-rechts |

### Nicht zugelassene Kandidaten
Folgende Kandidaten wurden nicht zur Wahl zugelassen, da sie nicht die entsprechenden Voraussetzungen erfüllten:
- Vladimír Dlouhý
- Tomio Okamura
- Klára Samková
- Petr Cibulka
- Jiří Kesner
- Karel Světnička
- Anna Kašná
- Iveta Heimová
- Jindřiška Nazarská
- Roman Hladík

## Umfragen
| Kandidat            | Partei     | Jul. 2012 | Aug. 2012 | Sep. 2012 | Okt. 2012 | Nov. 2012 | Dez. 2012 | Jan. 2013 |
| ------------------- | ---------- | --------- | --------- | --------- | --------- | --------- | --------- | --------- |
| Zuzana Roithová     | KDU-ČSL    | 3,7       | 3,0       | 3,4       | 3,6       | 4,3       | 4,4       | 4,6       |
| Jan Fischer         | Unabhängig | 22,2      | 22,0      | 27,7      | 30,1      | 28,1      | 25,0      | 20,1      |
| Jana Bobošíková     | SBB        | 6,4       | 5,3       | 3,8       | 4,5       | 3,3       | 4,1       | 5,6       |
| Táňa Fischerová     | KH         | —         | —         | —         | —         | 4,6       | 4,4       | 4,6       |
| Přemysl Sobotka     | ODS        | 4,3       | 4,8       | 5,7       | 4,3       | 6,4       | 6,8       | 7,1       |
| Miloš Zeman         | SPOZ       | 18,2      | 20,6      | 22,7      | 21,9      | 19,4      | 25,6      | 25,1      |
| Vladimír Franz      | Unabhängig | —         | —         | 6,6       | 4,5       | 5,6       | 9,8       | 11,4      |
| Jiří Dienstbier     | ČSSD       | 8,2       | 6,5       | 6,9       | 6,5       | 8,8       | 10,6      | 10,6      |
| Karel Schwarzenberg | TOP 09     | 6,6       | 5,2       | 5,9       | 6,6       | 6,7       | 9,2       | 11,0      |

## Wahlergebnis
In der ersten Runde vereinigte erwartungsgemäß Miloš Zeman die meisten Stimmen auf sich (24,21 %). Knapp dahinter folgte Karel Schwarzenberg, dem zuvor maximal ein dritter Platz zugetraut worden war (23,40 %). Die Wahlbeteiligung im ersten Wahlgang betrug 61,31 %. Zeman und Schwarzenberg traten in der Stichwahl am 25. und 26. Januar 2013 gegeneinander an. Diese gewann Zeman mit 54,80 % der Stimmen gegen Schwarzenberg, der 45,19 % erzielte.
Vor dem zweiten Wahlgang spielte im Wahlkampf überraschend die Diskussion um die Vertreibung der Sudetendeutschen nach dem Zweiten Weltkrieg eine wesentliche Rolle. Karel Schwarzenberg lieferte mit seiner öffentlichen Aussage, dass diese Vertreibung aus heutiger Sicht ein großes Menschenrechtsverbrechen gewesen sei und sich die Verantwortlichen für die Beneš-Dekrete heute wahrscheinlich vor dem Haager Kriegsverbrechertribunal zu verantworten hätten, Munition für den Wahlkampf seines Gegners. Schwarzenberg wurde daraufhin in ganzseitigen Anzeigenkampagnen vorgeworfen, er sei ein Sprecher der Sudetendeutschen, kein richtiger Tscheche und werde womöglich Rückgabeansprüche der Sudetendeutschen unterstützen und erfüllen. Außerdem wurde kritisiert, dass seine österreichische Ehefrau kein Tschechisch spräche. Schwarzenberg bezeichnete die Vorwürfe als Schmutzkampagne. Ein weiteres Thema war die Korruption und Vetternwirtschaft. Bei diesem Thema war Schwarzenberg politisch im Vorteil, da Zeman als ehemaliger Ministerpräsident der alten Politikergeneration zugerechnet wurde und außerdem mit einigen Korruptionsaffären in Verbindung gebracht wird.
Die Wahl wurde im zweiten Wahlgang mit eindeutiger Mehrheit von Zeman gewonnen. Nur in einigen Wahlbezirken, unter anderem in den Ballungsräumen Prag, Brno und Plzeň, lag Schwarzenberg vorne. Wahlanalysten äußerten die Ansicht, dass Schwarzenberg mit seiner bunten Wahlkampagne überwiegend nur die linksliberale städtische junge Wählerschaft erreicht habe, während er für die Wählerschaft auf dem Lande vor allem der „Ausländer“ und „steinreicher Aristokrat mit wenig Verständnis für die Sorgen und Nöte der sozial Schwachen“ geblieben sei.
| Kandidaten               | Parteien                                                      | 1. Wahlgang | 1. Wahlgang | 2. Wahlgang | 2. Wahlgang |
| Kandidaten               | Parteien                                                      | Stimmen     | %           | Stimmen     | %           |
| ------------------------ | ------------------------------------------------------------- | ----------- | ----------- | ----------- | ----------- |
| Miloš Zeman              | Strana Práv Občanů                                            | 1.245.848   | 24,2        | 2.717.405   | 54,8        |
| Karel Schwarzenberg      | TOP 09                                                        | 1.204.195   | 23,4        | 2.241.171   | 45,2        |
| Jan Fischer              | Parteilos                                                     | 841.437     | 16,4        |             |             |
| Jiří Dienstbier          | Česká strana sociálně demokratická                            | 829.297     | 16,1        |             |             |
| Vladimír Franz           | Parteilos                                                     | 351.916     | 6,8         |             |             |
| Zuzana Roithová          | Křesťanská a demokratická unie – Československá strana lidová | 255.045     | 5,0         |             |             |
| Táňa Fischerová          | Klíčové hnutí                                                 | 166.211     | 3,2         |             |             |
| Přemysl Sobotka          | Občanská demokratická strana                                  | 126.846     | 2,5         |             |             |
| Jana Bobošíková          | SUVERENITA – Blok Jany Bobošíkové                             | 123.171     | 2,4         |             |             |
| Gesamt                   | Gesamt                                                        | 5.143.966   | 100         | 4.958.576   | 100         |
|                          |                                                               |             |             |             |             |
| Ungültige Stimmen        | Ungültige Stimmen                                             | 24.195      | 0,5         | 24.905      | 0,5         |
| Wähler                   | Wähler                                                        | 5.168.161   | 61,3        | 4.983.481   | 59,1        |
| Wahlberechtigte          | Wahlberechtigte                                               | 8.435.522   |             | 8.434.648   |             |
|                          |                                                               |             |             |             |             |
| Quelle: Statistický úřad |                                                               |             |             |             |             |